# Никола Троянов (революционер)
Никола Апостолов Троянов, известен като поп Сокол, е български свещеник и революционер, председател на революционния комитет по време на Априлското въстание в Брацигово.

## Биография
Никола Троянов (поп Сокол) е роден в Брацигово, в семейството на костурски българи, преселници от Слимница. Тук той завършва килийно училище, след което е изпратен в манастира „Св. Богородица“ край Кричим. По-късно е ръкоположен за свещеник в Брацигово, където преподава в началното и в класното училище.
На 22 февруари 1876 г. в града под ръководството на Георги Бенковски се основава местен революционен комитет. За председател на комитета е избран поп Сокол. В неговата къщата са се провеждали събрания на революционния комитет, на които са присъствали много видни български революционери: Васил Левски, Васил Петлешков и други. Заседанията на Брациговския комитет обикновено ставали под председателството на поп Сокол, който бил почитан „поради възрастта и заслугите му". Той отговарял за подготовката на въстанието в с. Жребичко и в с. Козарско. След потушаването на Априлското въстание в Брацигово той е заловен и подложен на жестоки изтезания в Пловдивския затвор, където почива.
Никола Троянов (поп Сокол) оставя името си в националната история и дава живота си за освобождението на България от османска власт.